# Список наград и номинаций Oxxxymiron
В списке представлены награды, номинации и рейтинги российского рэпера Oxxxymiron. 

## 2012
| Церемония         | Категория                      | Результат | Ист.  |
| ----------------- | ------------------------------ | --------- | ----- |
| GQ                | Открытие года                  | Победа    | [ 1 ] |
| Hip-Hop.ru Awards | Лучший исполнитель             | Победа    | [ 2 ] |
| Hip-Hop.ru Awards | Лучший исполнитель демо-музыки | Победа    | [ 2 ] |

### Работы
| Церемония         | Категория               | Работа                             | Результат | Ист   |
| ----------------- | ----------------------- | ---------------------------------- | --------- | ----- |
| Hip-Hop.ru Awards | Лучший микстейп         | miXXXtape I                        | Победа    | [ 2 ] |
| Hip-Hop.ru Awards | Лучший трек демо-музыки | «Неваляшка»                        | Победа    | [ 2 ] |
| Hip-Hop.ru Awards | Лучший трек демо-музыки | «Ultima Thule» (при уч. Луперкаль) | Номинация | [ 2 ] |
| Hip-Hop.ru Awards | Лучшее видео (клип)     | «Детектор лжи»                     | Победа    | [ 2 ] |
| Hip-Hop.ru Awards | Лучшее видео (клип)     | «Не от мира сего»                  | Номинация | [ 2 ] |

## 2013
| Церемония | Категория           | Результат | Ист.  |
| --------- | ------------------- | --------- | ----- |
| ZD Awards | Хип-хоп артист года | Номинация | [ 3 ] |

## 2014
| Церемония | Категория           | Результат | Ист.  |
| --------- | ------------------- | --------- | ----- |
| ZD Awards | Хип-хоп артист года | Номинация | [ 4 ] |

## 2015

### Работы
| Церемония | Категория   | Работа   | Результаты | Ист.  |
| --------- | ----------- | -------- | ---------- | ----- |
| ZD Awards | Альбом года | Горгород | Номинация  | [ 5 ] |

### Рейтинги
| Издание  | Категория                   | Работа             | Место | Ист.  |
| -------- | --------------------------- | ------------------ | ----- | ----- |
| The Flow | Лучший русскоязычный артист | —                  | 1     | [ 6 ] |
| The Flow | Лучший отечественный альбом | Горгород           | 1     | [ 6 ] |
| The Flow | Лучший русскоязычный трек   | Город под подошвой | 1     | [ 6 ] |

## 2016
| Церемония                                  | Категория           | Результат | Ист.  |
| ------------------------------------------ | ------------------- | --------- | ----- |
| Jager Music Awards                         | Хип-хоп артист года | Победа    | [ 7 ] |
| Российская национальная музыкальная премия | Хип-хоп артист года | Номинация | [ 8 ] |

## 2017
| Церемония            | Категория           | Результат | Ист.   |
| -------------------- | ------------------- | --------- | ------ |
| King Of The Dot Vide | Выступление года    | Победа    | [ 9 ]  |
| ZD Awards            | Хип-хоп артист года | Номинация | [ 10 ] |

### Работы
| Церемония | Категория | Работа                                 | Результат | Ист.   |
| --------- | --------- | -------------------------------------- | --------- | ------ |
| ZD Awards | Дуэт года | Пора возвращаться домой (совм. с Би-2) | Номинация | [ 10 ] |

### Рейтинги
| Издание  | Категория                              | Место | Ист.   |
| -------- | -------------------------------------- | ----- | ------ |
| The Flow | Лучший русскоязычный артист 2017       | 4     | [ 11 ] |
| Forbes   | Главные российские знаменитости — 2017 | 44    | [ 12 ] |

### Прочее
- В 2017 году Jaged Music Awards назвало рэп-баттл между Оксимироном и Гнойным главным событием года.

## 2018
| Церемония                  | Категория               | Результат | Ист.   |
| -------------------------- | ----------------------- | --------- | ------ |
| NCA Saint Petersburg Music | Хип-хоп/Рэп артист года | Победа    | [ 13 ] |
| ZD Awards                  | Персона года            | Номинация | [ 14 ] |

### Работы
| Церемония                                         | Категория    | Работа                                 | Результат | Ист.   |
| ------------------------------------------------- | ------------ | -------------------------------------- | --------- | ------ |
| Чартова дюжина                                    | Дуэт года    | Пора возвращаться домой (совм. с Би-2) | Победа    | [ 15 ] |
| Литературная премия имени Александра Пятигорского | Лучшая поэма | Горгород                               | Номинация | [ 16 ] |

### Рейтинги
| Издание | Категория                              | Место | Ист.   |
| ------- | -------------------------------------- | ----- | ------ |
| Forbes  | Главные российские знаменитости — 2018 | 37    | [ 17 ] |

## 2019

### Рейтинги
| Издание | Категория                                | Место | Ист.   |
| ------- | ---------------------------------------- | ----- | ------ |
| Forbes  | 40 самых успешных звёзд России до 40 лет | 37    | [ 18 ] |

## 2020
- Лауреат премии Московской Хельсинкской группы за защиту прав человека средствами культуры и искусства в 2020 году[19].

## 2021
| Церемония                    | Категория            | Результат | Ист.   |
| ---------------------------- | -------------------- | --------- | ------ |
| Премия имени Н. А. Кукушкина | Лучший музыкант года | Победа    | [ 20 ] |
| MTV Russia                   | Музыкант года        | Номинация | [ 21 ] |

### Рейтинги
| Издание   | Категория                         | Работа             | Место | Ист.   |
| --------- | --------------------------------- | ------------------ | ----- | ------ |
| The Flow  | Артист года                       | —                  | 1     | [ 22 ] |
| The Flow  | Трек года                         | Кто убил Марка?    | 1     | [ 22 ] |
| The Flow  | Альбом года                       | Красота и уродство | 1     | [ 22 ] |
| Rap.Ru    | 20 лучших альбомов в русском рэпе | Красота и уродство | 1     | [ 23 ] |
| ТНТ Music | 15 главных русскоязычных альбомов | Красота и уродство | 2     | [ 24 ] |

## 2022

### Рейтинги
| Издание | Категория                    | Место | Ист    |
| ------- | ---------------------------- | ----- | ------ |
| Genius  | 10 главных рэперов 2022 года | 7     | [ 25 ] |